# Санта-Марія-дель-Чедро
Санта-Марія-дель-Чедро (італ. Santa Maria del Cedro, сиц. Santa Maria del Cedro) — муніципалітет в Італії, у регіоні Калабрія,  провінція Козенца.
Санта-Марія-дель-Чедро розташована на відстані близько 370 км на південний схід від Рима, 120 км на північний захід від Катандзаро, 65 км на північний захід від Козенци.
Населення — 4944 особи (2014).
Щорічний фестиваль відбувається вересня. Покровитель — святий Архангел Михаїл.

## Демографія
Населення за роками:

Станом на 1 січня 2023 року в муніципалітеті офіційно проживав 231 іноземець з 29 країн, серед них 112 громадян країн Євросоюзу та 14 громадян України.

## Сусідні муніципалітети
- Гризолія
- Орсомарсо
- Скалеа
- Вербікаро